# Интелектуализација
Интелектуализација је механизам одбране који се састоји у усредсређености особе искључиво на интелектуални аспект проблема („чисто”, „рационално” и „начелно”) уз занемаривање конкретних садржаја.